# Zinkstearaat
Zinkstearaat (C36H70O4Zn) is een zinkzout van stearinezuur. Chemisch gezien is het een zeep. De stof komt voor als een fijn, wit, zacht poeder, dat waterafstotend is. Het is onoplosbaar in polaire oplosmiddelen, zoals ethanol en di-ethylether, maar wel (zij het in kleine mate) in aromatische verbindingen, zoals benzeen, pyridine en chloorkoolwaterstoffen. Zinkstearaat ontleedt bij verbranding, met vorming van irriterende en giftige dampen onder andere van zinkoxide.
Zinkstearaat wordt gebruikt in de plastic- en rubberindustrie, waar het aangewend wordt als smeermiddel. Het vindt ook toepassing als stabilisator van emulsies en als middel om de textuur van cosmetica-artikelen te verbeteren.